# Synagoga v Žamberku
Husův sbor Žamberk je bývalá synagoga v ulici Českých bratří ve městě Žamberk. Byla postavená v roce 1811 na místě starší synagogy, která vyhořela v roce 1810. Bohoslužby se zde konaly do začátku 2. světové války. Za války budova sloužila jako skladiště obilí.
Od roku 1947 je synagoga používána Československou církví husitskou. V roce 1954 byla budova přestavěna, architektem byl František Kubelka z Prahy, jenž navrhl a nechal postavit novou věž. Slavnostní otevření sboru proběhlo 27. června 1954.
Asi 400 metrů od bývalé synagogy, vedle Městského muzea Žamberk, leží v těsné blízkosti silnice I/11 židovský hřbitov založený v 17. století.